# Knut Reinhardt
Knut Reinhardt (Hilden, 27 aprile 1968) è un ex calciatore tedesco.

## Carriera

### Club
Giocava come centrocampista esterno. La sua prima squadra professionistica è stata il Bayer Leverkusen dove ha militato per sei stagioni in prima squadra, contribuendo alla vittoria della Coppa UEFA 1987-1988.
Nel 1991 si trasferisce Borussia Dortmund contribuendo alla vittoria di due Supercoppe nazionali, due Bundesliga ed una Coppa dei Campioni nel 1997 (non scese in campo in finale). Nel 1999 si trasferì per una stagione al Norimberga dove concluse la sua carriera.

### Nazionale
Ha giocato nella Nazionale Under-21 della Germania Ovest per 12 volte, segnando due reti.
Ha fatto parte della Nazionale maggiore tedesca scendendo in campo 7 volte nel periodo fra il 1988 e il 1992.

## Palmarès

### Competizioni nazionali
- Campionato tedesco: 2

Borussia Dortmund: 1994-1995, 1995-1996
- Supercoppa di Germania: 2

Borussia Dortmund: 1995, 1996

### Competizioni internazionali
- Coppa UEFA: 1

Bayer Leverkusen: 1987-1988
- UEFA Champions League: 1

Borussia Dortmund: 1996-1997